# Lexicon
Lexiconul este o operă lexicografică cuprinzând cuvintele unei limbi, ale unui domeniu de activitate. Lexiconul poate fi și o culegere (compendiu) de date compuse din imagini sau texte dintr-un anumit domeniu, ordonate sistematic, alfabetic, forma lui de prezentatre putând fi o carte, CD sau DVD. După natura sa, lexiconul este înrudit cu dicționarul, dicționarul enciclopedic și enciclopedia.

## Exemple
- "Lexicon româno-nemțesc și nemțesc-român" -Ion Budai-Deleanu
- "Lexicon slavo-român din secolul al XVII-lea" -Ioan Bogdan
- "Compozitori și muzicologi români. Mic lexicon." -Viorel Cosma.
- Lexiconul Tehnic Român
- Lexiconul de la Buda